# Баляев, Алексей Андреевич
Алексе́й Андре́евич Баля́ев (при рождении Асы́м Айзяту́ллович  Баляев; 15 февраля 1923 года, Пензятка — 25 сентября 1983 года, Ногинск) — красноармеец Рабоче-крестьянской Красной Армии, участник Великой Отечественной войны, Герой Советского Союза (1944).

## Биография
Алексей Баляев родился 15 августа 1923 года в селе Пензятка (ныне — в Лямбирском районе, Мордовия) в крестьянской семье. После окончания начальной школы работал в Калининской области, на предприятии «Волгострой». В ноябре 1941 года был призван на службу в Рабоче-крестьянскую Красную Армию. С декабря 1941 года — на фронтах Великой Отечественной войны. Был стрелком 78-го гвардейского стрелкового полка 25-й гвардейской стрелковой дивизии 6-й армии Юго-Западного фронта. Отличился во время битвы за Днепр.
В ночь с 25 на 26 сентября 1943 года в составе группы красноармеец Баляев переправился под вражеским огнём через Днепр к северу от села Войсковое Солонянского района Днепропетровской области и закрепился на плацдарме. Немецкие войска предприняли пять контратак, однако все они закончились неудачно. В боях группа уничтожила около взвода немецких солдат и офицеров.
Указом Президиума Верховного Совета СССР от 19 марта 1944 года красноармеец Алексей Баляев был удостоен высокого звания Героя Советского Союза с вручением ордена Ленина и медали «Золотая Звезда».
В 1946 году Баляев был демобилизован. Проживал в городе Ногинске Московской области. Умер 25 сентября 1983 года. Похоронен на Ногинском городском кладбище № 1.
Был также награждён рядом медалей.